# Bitterer Kiefern-Zapfenrübling
Der Bittere Kiefern-Zapfenrübling oder Bittere Kiefernzapfen-Nagelschwamm (Strobilurus tenacellus Syn.: Pseudohiatula tenacella) ist einen Pilzart aus der Familie der Rindenschwammverwandten (Physalacriaceae). Er wächst auf herabgefallenen und vergrabenen Kiefernzapfen und bildet zwischen März und April 5–7 cm hohe und 1–2 cm breite, rötliche oder rußbraune Fruchtkörper aus. Diese ähneln äußerlich denen des Milden Kiefern-Zapfenrüblings und sind nur mikroskopisch sicher von ihnen zu unterscheiden, da der Gehalt an namensgebenden Bitterstoffen bei beiden Arten schwankt.

## Merkmale

### Makroskopische Merkmale
Der Fruchtkörper des Bitteren Kiefern-Zapfenrüblings ist langstielig und besitzt einen zunächst, später abgeflachten Hut, was ihm das Erscheinungsbild eines Nagels gibt; dem entspricht der alternative Name Bitterer Nagelschwamm. Der glatte und trockene Hut des Fruchtkörpers hat einen Durchmesser von 1–2 cm und ist von rötlicher bis rußbrauner Farbe. Bei feuchter Witterung ist sein Rand schwach gerieft bis deutlich hygrophan. Bei jungen Fruchtkörpern sind die Lamellen weißlich, mit zunehmendem Alter verfärben sie sich grauocker und vergilben zum Rand hin. Sie sind angewachsen bis freistehend Der rötlich ockere Stiel misst über der Erde 5–7 cm in der Höhe. Unterirdisch schließt sich eine 5–8 cm Scheinwurzel an, die auf dem unterirdischen Substrat, also dem Kiefernzapfen, aufsitzt. Der Fruchtkörper hat ein dünnes Pilzfleisch, das nicht über einen ausgeprägten Geruch verfügt und mild oder bitter schmecken kann. Der Sporenabdruck ist weiß.

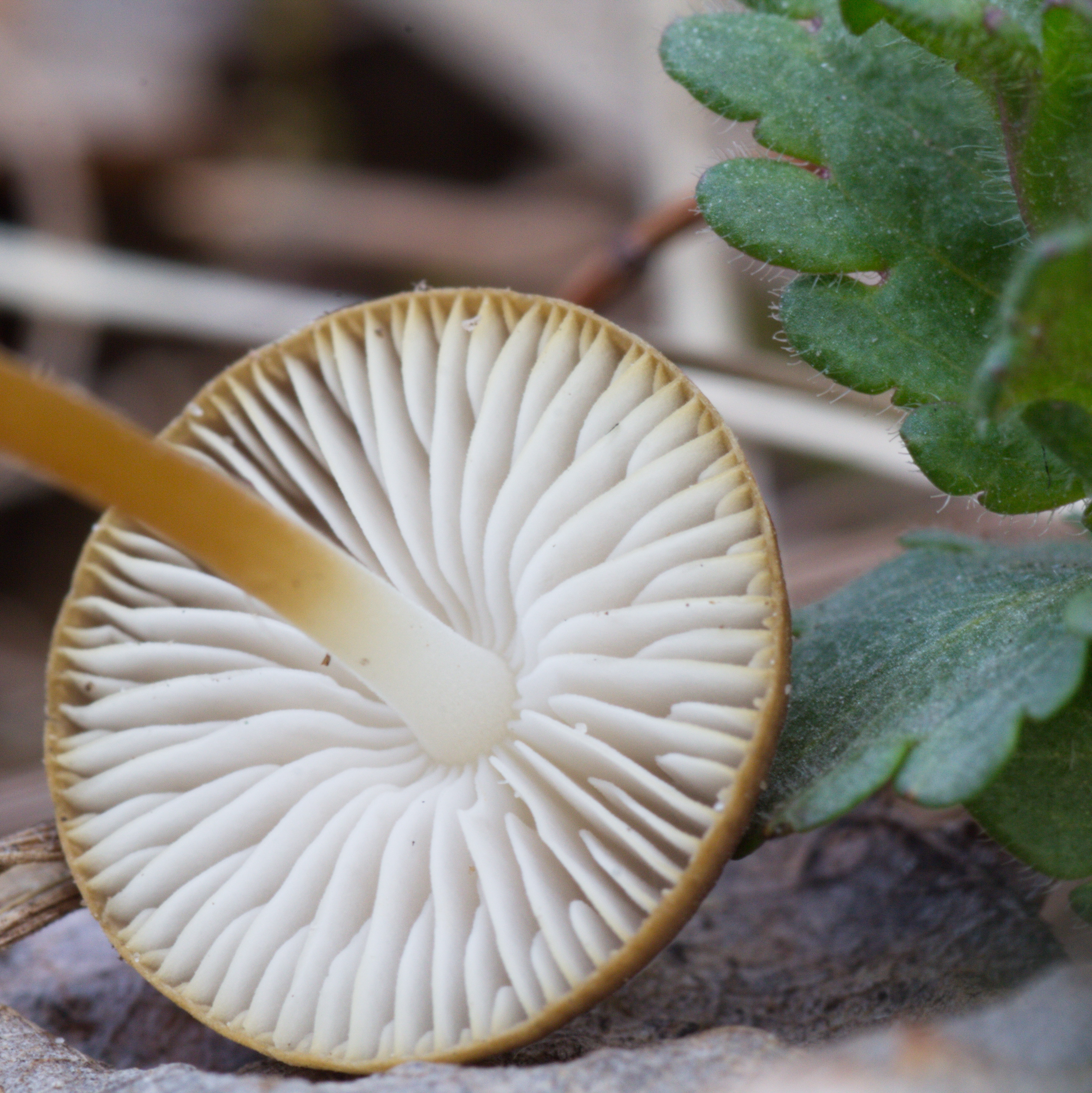
Bitter Kiefern-Zapfenrübling (Strobilurus tenacellus)

Äußerlich ähnelt der Fruchtkörper nicht nur dem des Milden Kiefern-Zapfenrübling, der etwa zur gleichen Zeit wächst, sondern auch anderen Pilzen, die auf Nadelbaumzapfen wachsen. Vor allem im Herbst treten ähnliche Fruchtkörper auf, etwa der Mäuseschwanzrübling (Baeospora myosurus) oder der Fichten-Zapfenrübling (Strobilurus esculentus). Der Mäuseschwanzrübling lässt sich anhand der makroskopischen Merkmale, der Fichten-Zapfenrübling anhand des Substrats identifizieren. Hingegen kann der Milde Kiefern-Zapfenrübling nur auf Basis mikroskopischer Eigenschaften vom Bitteren Kiefern-Zapfenrübling getrennt werden.

### Mikroskopische Merkmale
Der Bittere Kiefern-Zapfenrübling verfügt wie alle Zapfenrüblinge über glatte, hyaline und inamyloide Sporen mit dünnen Wänden, die sich nicht mit Baumwollblau einfärben lassen. Sie sind 6,5–8,0 × 3,0–4,5 µm groß und sitzen je zu viert auf den 20–35 × 7,5–11 µm großen Basidien.
Das eindeutigste Unterscheidungsmerkmal zum Milden Kiefern-Zapfenrübling bilden die vorhandenen Cheilo- und Pleurozystiden des Pilzes: Während der Milde Kiefern-Zapfenrübling über dicke, stumpfe und inkrustierte Zystiden verfügt, sind die des Bitteren Kiefern-Zapfenrüblings spitz und weitgehend frei von Kristallen. Sie messen 50–60 µm in der Höhe und 12–13 µm in der Breite und entspringen im unter der Fruchtschicht liegenden Subhymenium. Die Huthaut ist hymeniform aufgebaut, das heißt, sie ähnelt in ihrer Zellstruktur der Anordnung der Zellen in der Fruchtschicht des Pilzes. Sie verfügt darüber hinaus über flaschenförmige bis keulenförmige Pileozystiden. Das Fleisch des Stiels ist sarkodimitisch: Statt einer gewöhnlichen dimitischen Trama verfügt der Bittere Kiefern-Zapfenrübling über eine Anordnung aus normalen generativen Hyphen sowie flaschenförmigen, dickwandigen und langen generativen Hyphen bestehen; die generativen Hyphen übernehmen hier also die Funktion der Skeletthyphen.

### Chemische Zusammensetzung

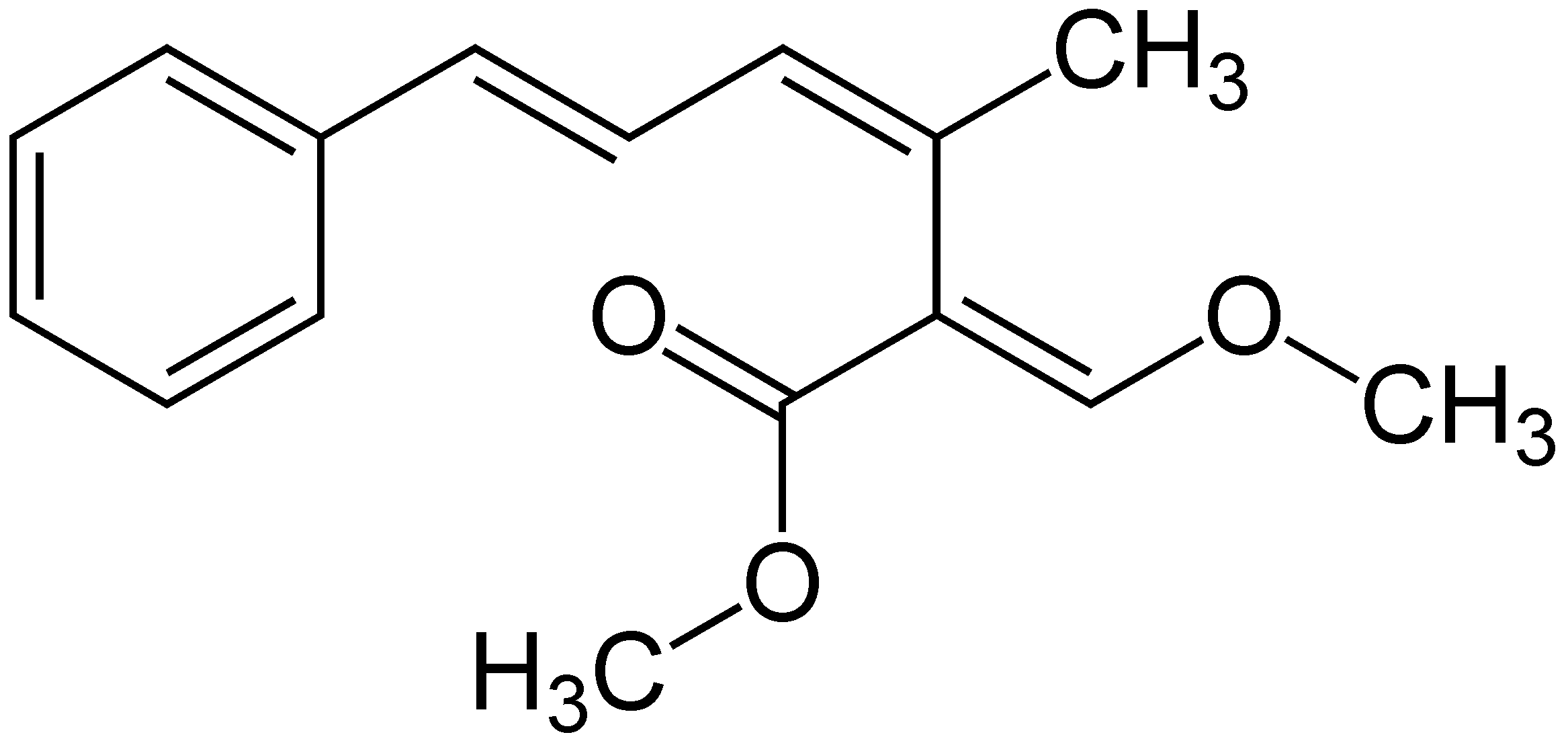
Strobilurin A, ein Inhaltsstoff des Bitteren Kiefern-Zapfenrüblings

Wie auch andere Zapfenrüblinge enthalten die Fruchtkörper der Art Strobilurine. Diese Kohlenwasserstoffverbindungen funktionieren als Insekti- und Fungizid und ermöglichen es dem Bitteren Kiefern-Zapfenrübling, seine Nische gegenüber anderen Saprobionten zu dominieren. Strobilurin tötet sowohl nicht-strobilurinhaltige Pilze als auch holzbewohnende Insekten sowie andere gleichwarmen Tiere, indem sie die Zellatmung in den Mitochondrien hemmen. Von wechselwarmen Tieren wird der Stoff hingegen sehr schnell aufgespalten und zeigt keine Schadwirkung.

## Verbreitung
Das Verbreitungsgebiet des Bitteren Kiefern-Zapfenrüblings umfasst große Teile Europas. Er fehlt offenbar auf der Iberischen Halbinsel und in Irland. Ansonsten ist er in allen Regionen von Frankreich bis in den europäischen Teil Russlands anzutreffen. Die vertikale Verbreitung reicht von den Tieflagen bis ins Hochgebirge.

## Ökologie

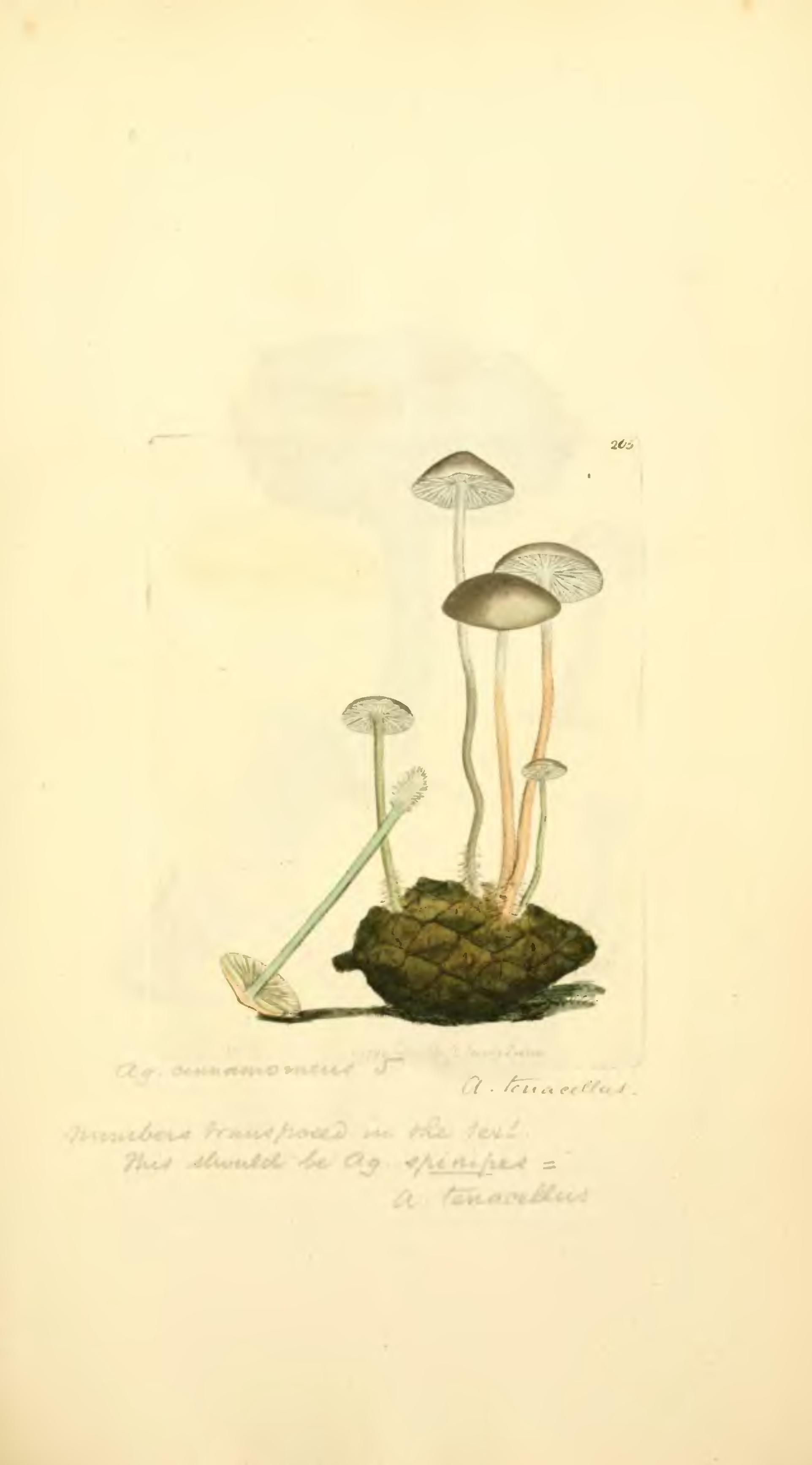
Bittere Kiefern-Zapfenrüblinge auf einem Kiefernzapfen, Zeichnung von James Sowerby aus seinem Werk Coloured Figures of English Fungi or Mushrooms (1797)

Der Bittere Kiefern-Zapfenrübling ist wie alle Zapfenrüblinge ein Saprobiont, der sich von vermorschenden Nadelbaumzapfen in der Optimalphase ernährt. Dabei wächst er, seinem Namen entsprechend, meist auf Zapfen der Kiefern (Pinus). In Mitteleuropa sind die Zapfen der Wald-Kiefer (Pinus sylvestris) häufiges Substrat, daneben auch Schwarz- (Pinus nigra) und Berg-Kiefer (Pinus mugo). In gemischten Standorten von Kiefern und Fichten (Picea) kann sie gelegentlich auch auf Fichtenzapfen wachsen.
An den Standort stellt die Art keine besonderen Ansprüche. Sie kommt überall vor, wo Kiefern wachsen und ist in ihrem Verbreitungsgebiet in allen Klima-, Boden- und Vegetationstypen anzutreffen. Die Fruchtkörper erscheinen von April bis Juni, bei geeigneter Witterung auch schon im März, in Hochlagen verspätet. Vor allem im Tiefland kann es bei entsprechenden Bedingungen auch zu einer zweiten Fruktifikationsperiode kommen.

## Systematik
DNA-Analysen zufolge ist, anders als es das äußere Erscheinungsbild und die Ökologie nahelegen, nicht der Milde Kiefern-Zapfenrübling (Strobilurus stephanocystis), sondern der Fichten-Zapfenrübling (Strobilurus esculentus) die Schwesterart des Bitteren Kiefern-Zapfenrüblings. Beide Arten weisen eine ähnliche Zystidenstruktur auf, die aus dünnen, zugespitzten Zystiden ohne Inkrustierung besteht.